# Sundsby
Sundsby är ett säteri på ön Mjörn i Valla socken i norra delen av Tjörns kommun i Bohuslän.
Herrgården och parken ligger bland lövskogar, vikar och berg. Området kring säteriet har bitvis en parkliknande karaktär med rika bestånd av mycket gamla ekar. Ut mot sjösidan är marken uppodlad. I sidobyggnaderna finns ett kafé och en liten butik. Tjörns kommun köpte Sundsby säteri 2003. Marken runt byggnader och parken är privat . I omgivningarna finns flera vandringsleder. Ett par hundra meter från säteriet längs med den vita och blå vandringsleden står "Springareeken" som vid sin ålder på 900 år tros vara en av världens äldsta ekar. Området är ett naturreservat som ingår i EU-nätverket Natura 2000 och förvaltas av Västkuststiftelsen. 
Sundsby säteri är byggnadsminne sedan 30 mars 1981.

## Historia
Sundsby är omnämnt redan 1388 i biskop Biskop Eysteins jordebok, eller "Den røde bok". På 1300- och 1400-talen var gården av mindre betydelse, och var taxerad till en låg summa. Under 1500-talets andra hälft kom den i släkten Green av Sundsbys ägo, genom lagmannen i Viken Laurits Olofsson Green som väsentligt utökade godset och vid arvskiftet 1581 fanns 11 gårdar i Valla socken under Sundsby. Sonen Anders Lauritsson Green, som blev norsk rikskansler, såg till att godset växte i omfång. Då han dog barnlös ärvdes egendomen av hans syster Gurres dotterdotter, Margareta Huitfeldt år 1625. Hon utökade godset avsevärt tillsammans med sin man, Thomas Dyre och en koncentration av gårdar kring huvudgården tog vid. Huitfeldt byggde upp ett omfattande godskomplex kring fjordarna i mellersta Bohuslän. Dyre dog 1651 och Margaretha Hvitfeldt drev därefter godset själv. Huitfeldt levde vidare under hårda tider, med freden i Roskilde 1658 och Gyldenlövefejden 1675–1679. Efter Huitfeldts död 1683 testamenterades huvudgårdarna, Åby och Sundsby, med underliggande gårdar till en stipendieinrättning, som skulle användas till stöd för fattiga begåvade ungdomar i Bohuslän. År 1658 hade Sundsby 27 gårdsbruk och 1660 53 stycken. 
De gamla byggnaderna brann ner 1720, och nya uppfördes på den gamla grunden, förmodligen kring 1763. Fram till slutet av 1800-talet var huvudbyggnaden uppförd av trä med valmat mansardtak, täckt med tegel. Flygelbyggnaderna hade ett spetsigt valmat och tegeltäckt tak. En omfattande ombyggnad gjordes på 1890-talet. På 1930-talet revs ladugården som var förfallen, och under 1940-talets slut byggdes huvudbyggnadens interiör om, då bland annat stora salongen utökades.  
År 1983 sålde "Kungliga och Huitfeldtska stipendieinrättningen" större delen av Sundsby till Jesper Rudbäck. Sedan 2003 äger Tjörns kommun byggnaderna och en del av den omgivande parken.
Gustaf Brusewitz skriver 1864 om Sundsby:

"För att från Tjörn komma in på Oroust, måste man först färdas öfver en liten bergig och backig ö, kallad Miörn, på hvilken man finner det såsom Margaretha Hvitfelds vistelseort välbekanta säteriet, eller numera gymnasiigodset Sundsby, omgifvet af den mest pittoreska natur – ja man kan på vissa ställen der anse sig förflyttad till den yppiga södern, till Appeninnernas af pinjelundar smyckade pass, till Medelhafvets kuster...."
År 1890 taxerades Sundbsby, med underliggande gårdar (totalt tre mantal), till 74 000 kronor.

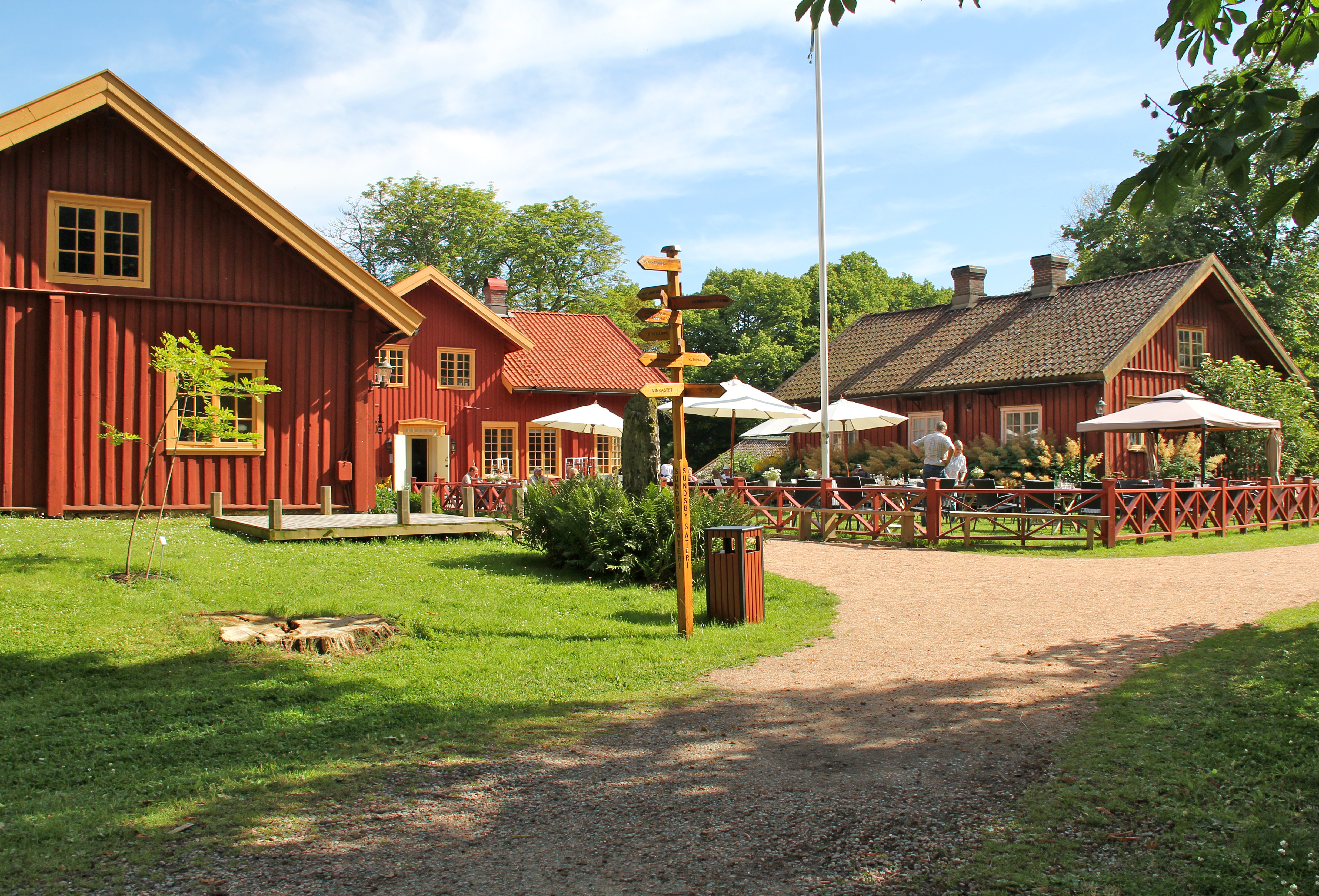
Säteriet och flyglarna.
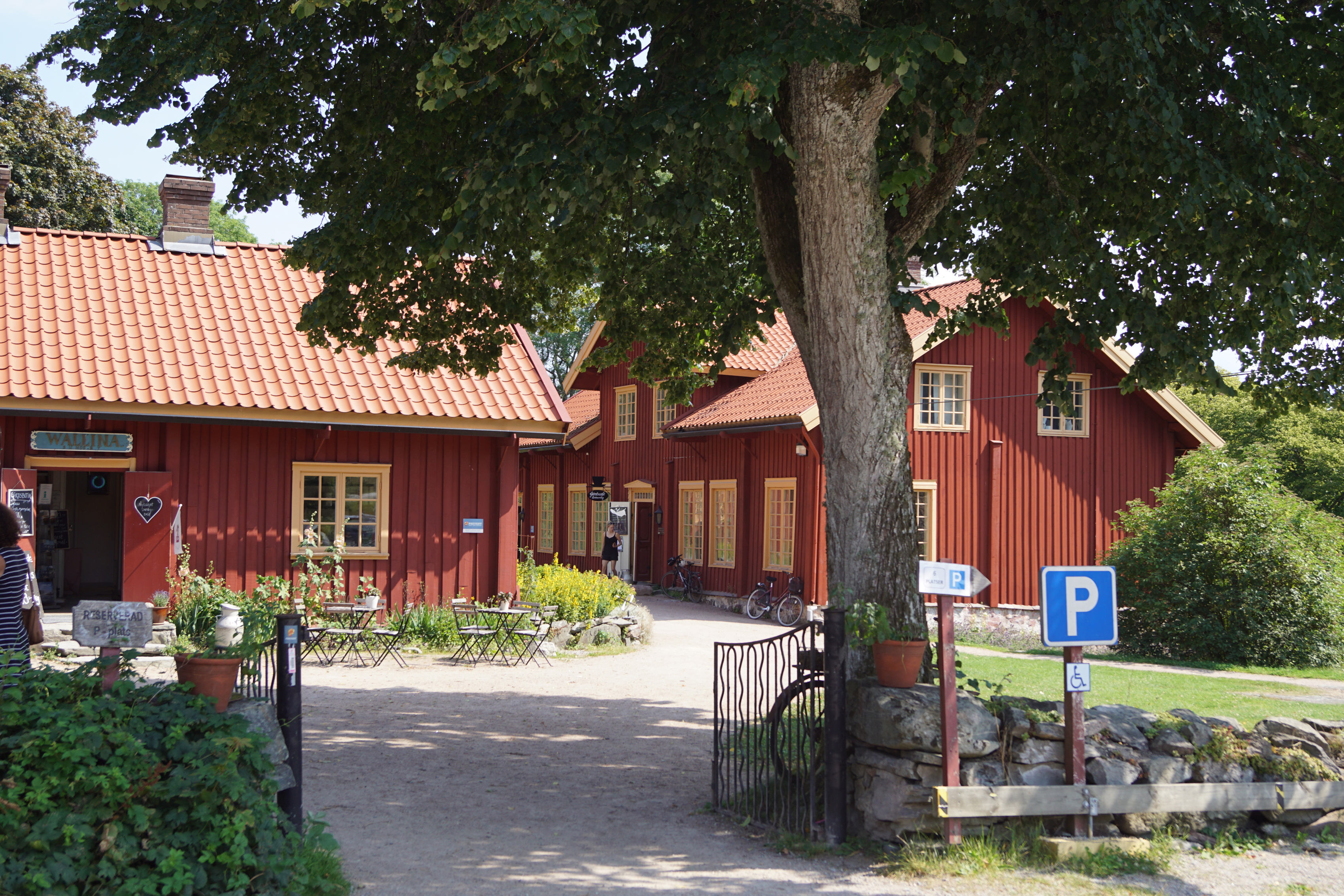
Säteriet och västra flygeln.
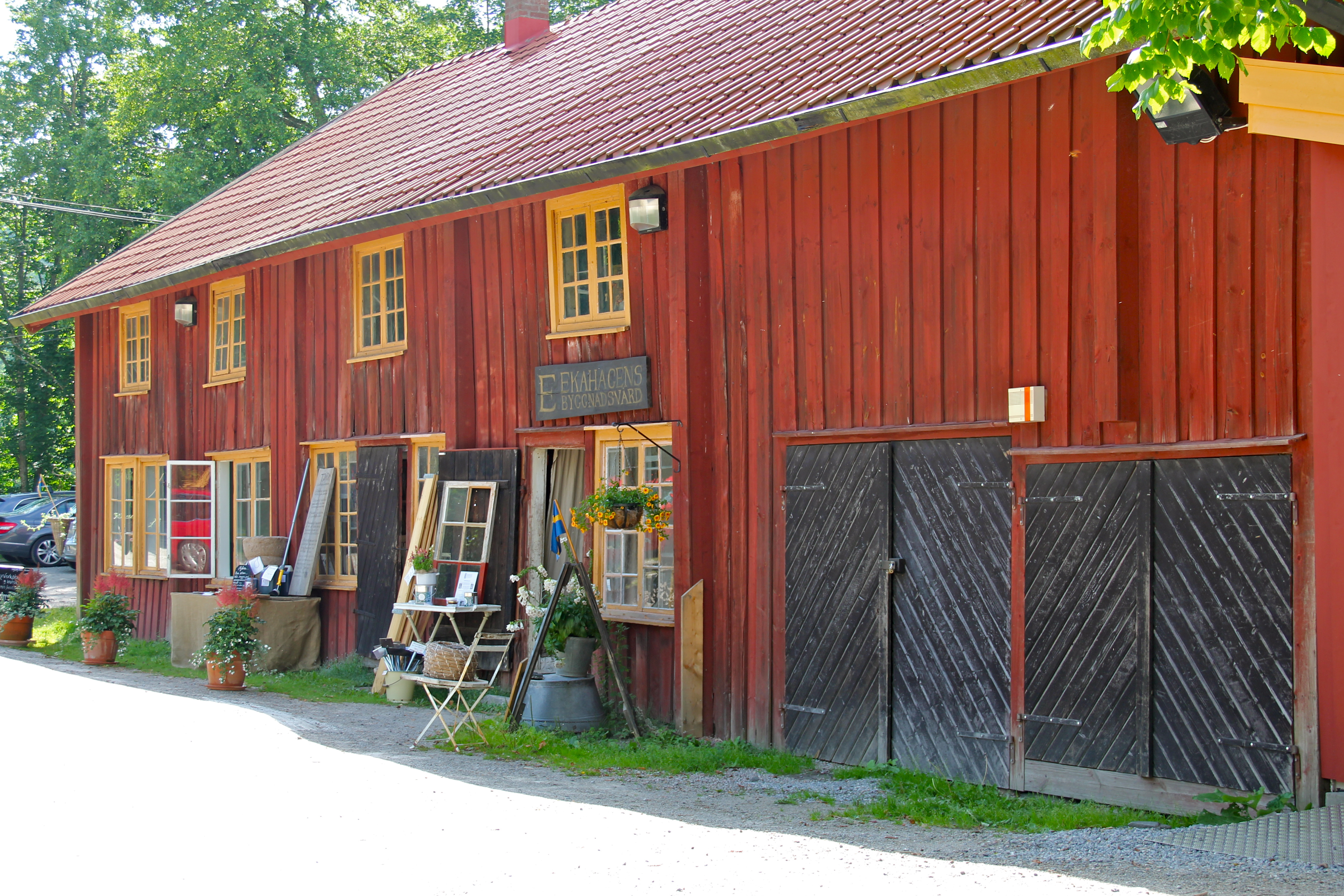
Magasinsbyggnad.